# Гварда (Болоња)
Гварда (итал. Guarda) је насеље у Италији у округу Болоња, региону Емилија-Ромања.
Према процени из 2011. у насељу је живело 569 становника. Насеље се налази на надморској висини од 597 м.